# Rödbo socken
Rödbo socken i Bohuslän ingick i Västra Hisings härad, uppgick 1952 i Kungälvs stad och området och är sedan 1974 en del av Göteborgs kommun som stadsdelen och primärområdet Rödbo och motsvarar från 2016 Rödbo distrikt.
Socknens areal var 18,09 kvadratkilometer varav 17,81 land. År 2000 fanns här 701 invånare.  Tätorten Rödbo med sockenkyrkan Rödbo kyrka ligger i socknen.   

## Administrativ historik
Rödbo socken har medeltida ursprung. Den kallades till 1888 även Kungälvs socken,
Vid kommunreformen 1862 övergick socknens ansvar för de kyrkliga frågorna till Rödbo församling och för de borgerliga frågorna bildades Rödbo landskommun.  Landskommunen uppgick 1952 i Kungälvs stad som ombildades 1971 till Kungälvs kommun varur denna del utbröts 1974 och uppgick i Göteborgs kommun. Församlingen uppgick 2010 i Tuve-Säve församling.
Till en början rådde en viss oregelbundhet i de olika indelningarna[källa behövs]:
- Den del av Kastellegården i Ytterby som låg söder om Nordre älv (det vill säga på Hisingen) hörde till Rödbo församling, men till Ytterby kommun och jordebokssocken i Inlands Södre härad. 1887 överfördes detta område, som numera kallas Gullö, även i kyrkligt avseende till Ytterby.

- Till Rödbo kommun och Västra Hisings härad hörde också Skårdals skate, på fastlandet öster om Göta älv. Skårdal tillhörde dock i kyrkligt avseende Nödinge församling, som i övrigt var belägen i Ale härad i Älvsborgs län. Denna oregelbundehet korrigerades 1889, då Skårdals skate överfördes till Nödinge kommun och jordebokssocken i Ale härad, varvid också länsgränsen ändrades.

- I jordeboken motsvarades Rödbo kommun till och med 1888 av Kungälvs jordebokssocken. Året därpå, när kommunen kom att sammanfalla med församlingen, ändrades namnet till Rödbo jordebokssocken.

- När Rödbo landskommun 1974 uppgick i Göteborgs kommun överfördes området Gullö från Ytterby socken i Kungälvs kommun till Säve socken i Göteborgs kommun. Området utgjorde då 13 7/16 mantal. Rödbo utgör sedan dess en stadsdel och ett primärområde i Göteborg, i vilken Gullö är inkluderad. Invånarantalet var 2010 [[5]] 876, varav 726 i Rödbo församlings gamla område och 150 i Gullö.

1 januari 2016 inrättades distriktet Rödbo, med samma omfattning som församlingen hade 1999/2000.
Socknen har tillhört län, fögderier, tingslag och domsagor enligt vad som beskrivs i artikeln Västra Hisings härad. De indelta båtsmännen tillhörde 2:a Bohusläns båtsmanskompani.

## Geografi och natur
Rödbo socken ligger norr om Göteborg på nordöstra Hisingen med Nordre älv i norr och Göta älv i öster. Socknen består av odlade lerslätter vid älvarna och är i övrigt en småkuperad skogsbygd.
Det finns två naturreservat i socknen. Göta och Nordre älvs dalgångar som delas med Säve socken i Göteborgs kommun och Harestads och Ytterby socknar i Kungälvs kommun ingår i EU-nätverket Natura 2000 medan Göddered-Hakered är ett kommunalt naturreservat.
En sätesgård var Ellesbo herrgård.
Mellan 1705 och 1763 i låg Västra Hisings härads tingsställe i Vedbacka.

## Fornlämningar
Boplatser från stenåldern är funna. Från bronsåldern finns gravrösen. Från järnåldern finns gravfält, domarringar, stensättningar och en fornborg.

## Befolkningsutveckling
Befolkningen ökade från 405 1810 till 589 1840 varefter den minskade till 500 1860 för att på nytt öka till 643 1880. Därefter sjönk folkmängden till 498 1930 då den var som minst under 1900-talet. Störst under 1900-talet var befolkningen 1950 då invånarna var 686. 1970 hade befolkningen sjunkit till 551, sedan ökade den på nytt till 678 1980.

## Namnet
Namnet innehåller en inbyggarbeckning 'Rödbornas bygd', där den försvunna byn Röd innehåller ryd, 'röjning.